# Encyrtomphale parvulicorpus
Encyrtomphale parvulicorpus är en stekelart som beskrevs av Girault 1915. Encyrtomphale parvulicorpus ingår i släktet Encyrtomphale och familjen finglanssteklar. Inga underarter finns listade i Catalogue of Life.